# Cañón automático Tipo 96 25 mm
El Tipo 96 25 mm (九六式二十五粍高角機銃; Jyūroku-shiki nijyūgo-miri Kōkakukijū, en japonés) era un cañón automático empleado por la Armada Imperial Japonesa durante la Segunda Guerra Mundial. Fue principalmente empleado como cañón antiaéreo sobre afustes fijos, tanto de un solo cañón como en baterías de dos o tres cañones, pero también había sido diseñado como un arma de doble propósito para emplearlo contra vehículos blindados.

## Historia y desarrollo
En 1935, la Armada Imperial Japonesa decidió reemplazar sus anteriores cañones automáticos Vickers "Pom-Pom" de 40 mm con el cañón automático Hotchkiss de 25 mm. Un grupo de oficiales e ingenieros japoneses viajaron en 1935 a Francia para evaluar el diseño, encargando un cierto número de cañones y afustes para su evaluación. Las pruebas de disparo de estos cañones se llevaron a cabo en el Arsenal Naval de Yokosuka en 1935. Los primeros cañones fueron fabricados en Francia bajo la denominación "Tipo 94" y "Tipo 95", mientras que el modelo producido en serie en el Arsenal Naval de Yokosuka fue denominado "Tipo 96". 
Los japoneses hicieron una serie de cambios mínimos al diseño Hotchkiss original y en el proceso de producción, cambiando algunas piezas antes realizadas mediante forja por piezas de chapa de acero estampada para simplificar la producción, así como el cambio del sencillo apagallamas cónico por uno de diseño similar al de los cañones producidos por Rheinmetall. También fue producida una versión de este cañón para montarse en la cubierta de los submarinos, la cual estaba hecha de acero inoxidable.  
La batería de dos cañones automáticos fue la primera en entrar en servicio, seguida por la batería de tres cañones automáticos en 1941 y finalmente los afustes para un solo cañón automático en 1943.

## Diseño

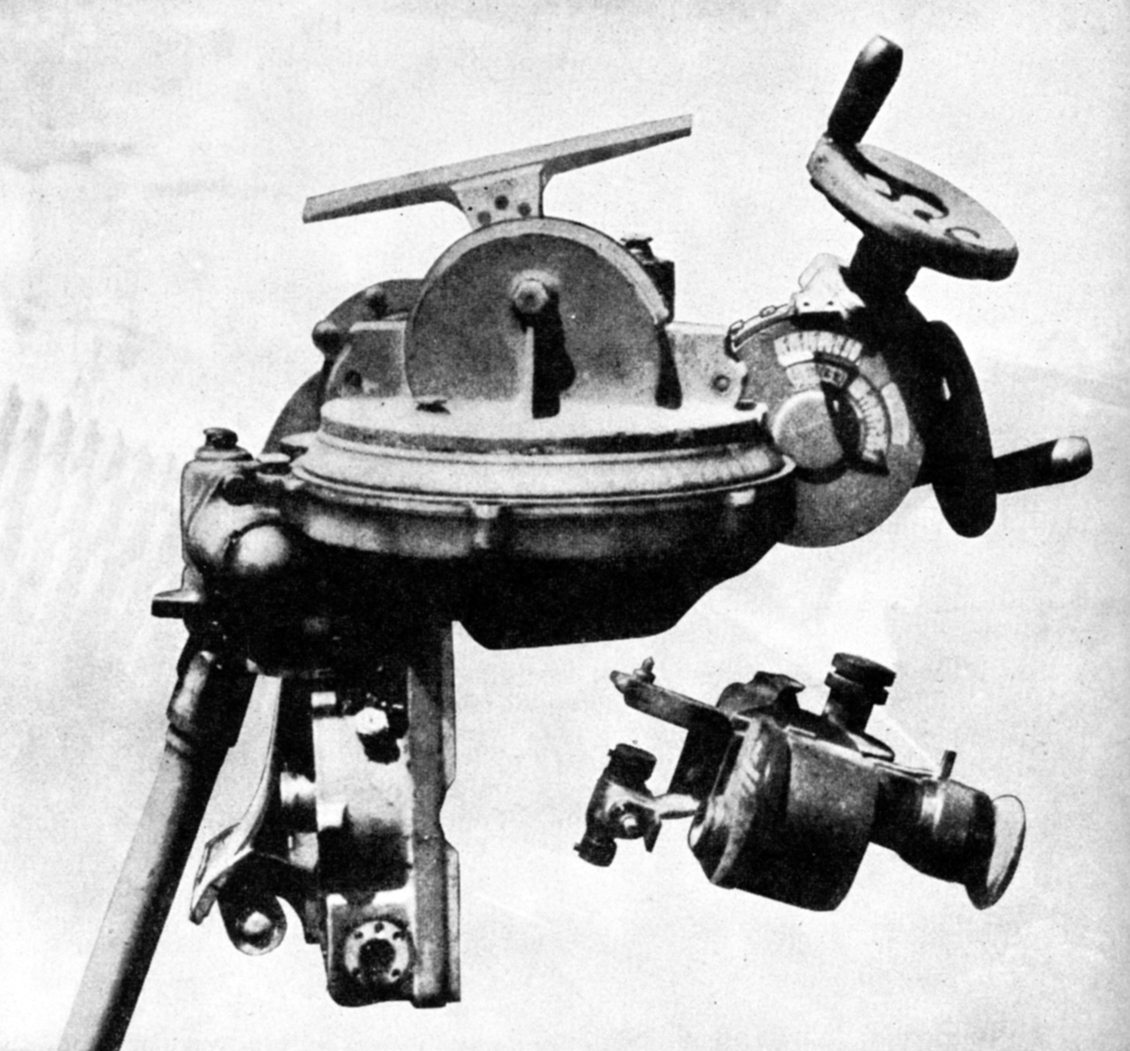
La mira calculadora mecánica Le Prieur.

El Tipo 96 es un simple diseño accionado por gas y refrigerado por aire. El cañón forjado y su recámara se atornillan en el cajón de mecanismos del arma. Este es adicionalmente sostenido por la camisa de refrigeración anillada. El cañón puede reemplazarse, pero esta operación precisa dos hombres y herramientas especiales, siendo efectuada en aproximadamente cinco minutos por un equipo debidamente entrenado. Al ajustar la válvula de gas, se podía variar la cadencia de fuego entre 200 y 260 disparos por minuto, siendo 220 disparos por minuto la cadencia estándar.   
Las baterías iban normalmente equipadas con una de estas tres miras:
1. Una mira calculadora mecánica Le Prieur
2. Una mira tipo "anillo"
3. Una mira óptica tipo "anillo", de vidrio grabado

Las baterías terrestres y los afustes para un solo cañón automático empleaban miras tipo "anillo". La mira Tipo 95 era empleada en las baterías dobles y triples montadas a bordo de los barcos, sirviendo como apoyo cuando la batería era motorizada y conecatada a un director de disparo. 
La mira Tipo 95 había sido originalmente diseñada para blancos con una velocidad máxima de 600 km/h, sin embargo, la experiencia demostró que los aviones muchas veces sobrepasaban esta velocidad. Para compensar este problema, se le agregó un "anillo" a la mira para proveer un apoyo adicional con blancos que iban a velocidades de hasta 900 km/h.
El cañón automático era normalmente empleado sin escudo protector, aunque algunas baterías múltiples de los acorazados de la Clase Yamato fueron equipadas con escudos de Ducol (acero con alta capacidad de tensión). Varias baterías montadas a bordo de navíos también tenían escudos contra las astillas.

## Efectividad

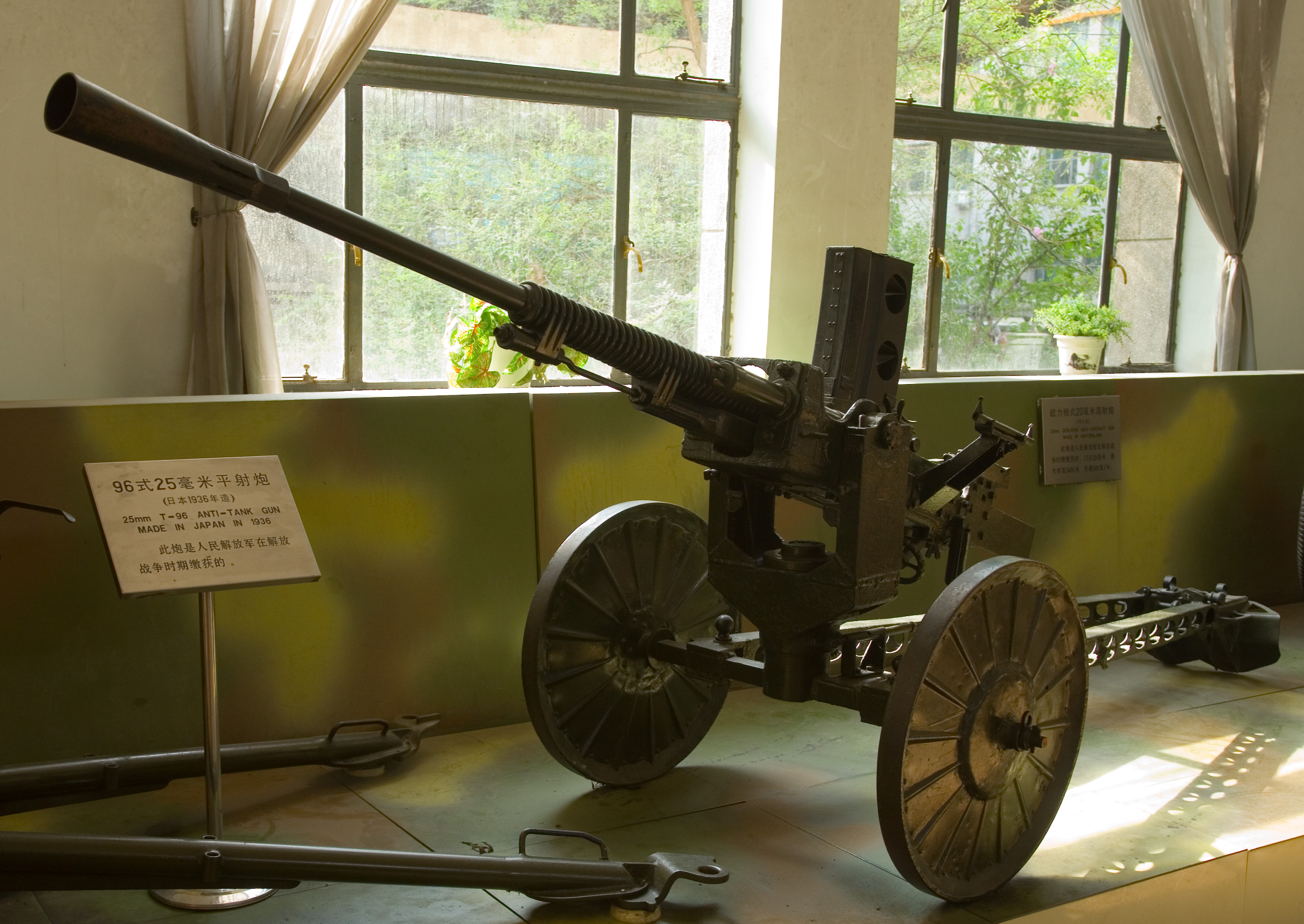
Un cañón automático Tipo 96 sobre su afuste con ruedas en el Museo Militar de la Revolución Popular China, Pekín.

Durante las entrevistas llevadas a cabo tras la guerra en Japón por la Misión Técnica Naval estadounidense, los militares japoneses describían al Tipo 96 como el más fiable cañón antiaéreo japonés, aunque segundo en lo que a efectividad respecta ante el cañón antiaéreo Tipo 98 de 100 mm. El Tipo 96 era más efectivo cuando se empleaba contra blancos a distancias de 1.000 metros o menos. Los militares japoneses estimaron que hacían falta 1.500 balas en promedio para derribar un avión a una altitud de 1.000 metros y a una distancia de 2.000 m, así como que el abrir fuego más allá de 2.000 m era totalmente inefectivo. Al avanzar la guerra y escasear la munición, solamente se abría fuego cuando los blancos se encontraban a 800 m y únicamente se disparaban siete balas por avión según fuentes japonesas.
El Tipo 96 25 mm era un arma de mediocre efectividad, desaventajada por su baja velocidad de rotación y elevación (incluso en baterías triples motorizadas), excesiva vibración y fogonazo, así como el hecho que su munición era alimentada desde cargadores extraíbles de 15 proyectiles, que hacían cesar el fuego cada vez que precisaba recargar. Según el reporte O-47(N)-2 de la Misión Técnica Naval estadounidense, todos los cargadores debían ser llenados manualmente ya que jamás se desarrolló equipo de llenado alguno. En general, era más parecido al Oerlikon 20 mm, aunque muy inferior al Bofors 40 mm empleados por las Fuerzas Armadas estadounidenses en cada aspecto, salvo por su cadencia de disparo. Era superado por el Bofors 40 mm con su cadencia de 120 disparos/minuto, a pesar de utilizar un peine de 4 proyectiles insertado desde arriba, mientras que el Tipo 96 25 mm veía reducida su cadencia de disparo por sus constantes cambios de cargador a la mitad de su cadencia teórica de 260 disparos/minuto.
Los japoneses listaron los problemas del cañón según su gravedad, como sigue: 
1. Su elevación y rotación eran demasiado lentas, incluso en baterías motorizadas
2. Las miras eran ineficaces contra blancos que iban a gran velocidad
3. Alto consumo de proyectiles por blanco derribado
4. El disparo de las baterías múltiples provocaba una vibración excesiva, la cual reducía la precisión y dificultaba el rastreo efectivo del blanco
5. La reducida capacidad de cada cargador producía en general una baja cadencia de fuego
6. La escasa protección de los operadores frente a un avión ametrallando al frente.

En Rapid Fire, Anthony Williams escribe que los cañones automáticos de calibres intermedios (incluyendo los de 1,1 pulgada de la Armada Estadounidense) fueron relativamente ineficaces durante la Segunda Guerra Mundial, los afustes eran mucho más pesados y complejos, pero a sus balas les faltaba el alcance y poder de impacto de los cañones automáticos de 37 mm y 40 mm. Ciertamente, los japoneses pusieron como prioridad número uno la investigación y desarrollo de cañones automáticos de mayor calibre.
Durante la operación Ten Ichi Go, el acorazado Yamato portaba 162 cañones de este modelo[cita requerida] y tan solo derribó 10 aviones atacantes.

## Variantes
- Tipo 94 - De fabricación francesa
- Tipo 95 - De fabricación francesa
- Tipo 96 - Fabricado en Japón

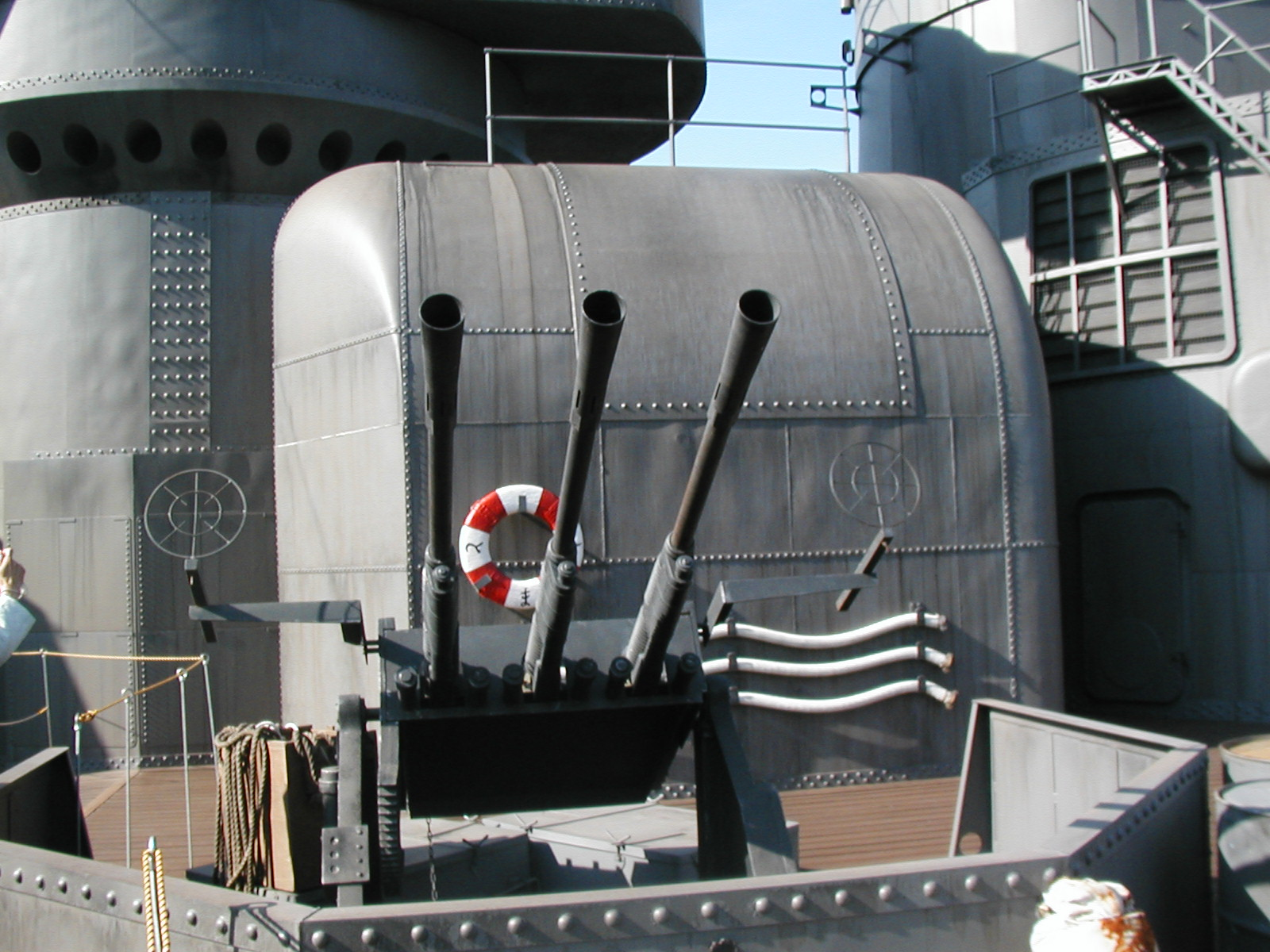
Réplica de una batería triple en un estudio cinematográfico.

  - Tipo 96 Modelo 1 - Empleado en tierra y en buques de guerra sobre afustes para un solo cañón y en baterías dobles y triples. El afuste simple se movía libremente, mientras que las baterías dobles y triples eran giradas a manivela.
  - Tipo 96 Modelo 2 - Empleado a bordo de buques de guerra en baterías dobles y triples.
  - Tipo 96 Modelo 3 - Empleado a bordo de buques de guerra en afustes simples.
  - Tipo 96 Modelo 4 - Empleado en submarinos, en afustes simples y baterías dobles y triples. Los cañones de los afustes simples podían retraerse dentro del submarino.
    - Tipo 96 Modelo 4 mod 1 - Empleado en submarinos, en afustes simples. No podía retraerse dentro del submarino.
    - Tipo 96 Modelo 4 mod 2 - Empleado en submarinos, en afustes simples. Se podía retraer dentro del submarino mediante accionamiento a distancia.

  - Tipo 96 Modelo 5 - Empleado en submarinos, en baterías motorizadas dobles y triples.
  - Tipo 96 Modelo 6 - Empleado en tierra sobre un afuste con ruedas.
  - Tipo 96 Modelo 8 - Empleado en tierra sobre un afuste con ruedas.
  - Tipo 96 Modelo 10 - Empleado en lanchas torpederas, en un afuste circular con elevación motorizada y un solo cañón automático.

### Munición

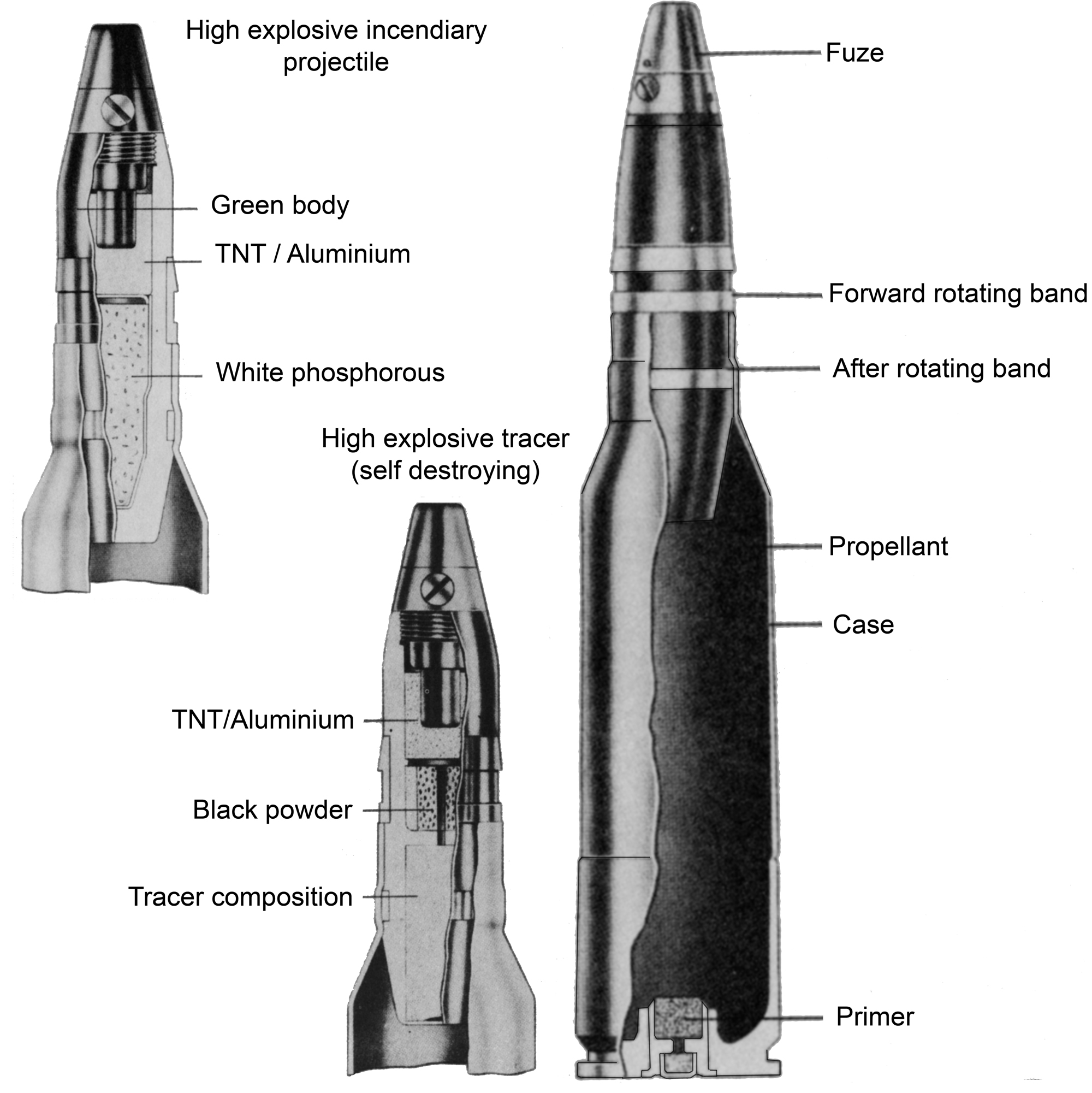
Munición japonesa de 25 mm, en un manual técnico del Ejército estadounidense.

El cartucho empleado por el Tipo 96 era uno sin pestaña, con una profunda hendidura de extracción en su base. Las balas disparadas por este cañón eran ligeramente poco corrientes, debido a que tenían dos bandas de rotación. La banda delantera tenía un diámetro ligeramente más pequeño que la banda posterior. Se creía que esto era para reducir el desgaste del estriado del cañón cerca de la recámara. El casquillo del cartucho era moleteado alrededor de la banda de rotación posterior de la bala. El cartucho completo pesaba aproximadamente 0,68 kg, mientras que la bala pesaba 0,25 kg. 
La carga propulsora consistía en 102 gramos de nitrocelulosa en granos grafitados de aproximadamente 2 mm de diámetro y entre 2,5 mm y 4,5 mm de longitud.
Normalmente se agregaba una bala trazadora a cada cuatro o cinco balas, para ayudar al rastreo del blanco.
- Bala de alto poder explosivo. Cuerpo naranja.
- Bala incendiaria de alto poder explosivo. Cuerpo verde.
- Bala trazadora de alto poder explosivo. Cuerpo naranja o rojo.
- Bala trazadora de alto poder explosivo auto-destructible. Cuerpo naranja o rojo.
- Bala antiblindaje. Cuerpo negro, blanco o azul humo.

## Historial de combate
El cañón automático Tipo 96 fue el arma antiaérea media estándar de la Armada Imperial Japonesa, siendo virtualmente empleado a bordo de cada buque de guerra que combatió en la Segunda Guerra Mundial. También fue empleado en bases terrestres del archipiélago japonés y en los frentes de ultramar.
Este cañón también fue empleado como cañón antitanque en algunas acciones defensivas en el Pacífico, así como contra blancos terrestres en el sudeste asiático y China durante la Guerra del Pacífico.
El Viet Cong empleó este cañón durante la Guerra de Vietnam. También fue empleado por el Ejército Revolucionario de Bougainville durante la Guerra civil de Bougainville.